# Concordia (Kansas)
Concordia és una població dels Estats Units a l'estat de Kansas. Segons el cens del 2006 tenia 5.281 habitants.

## Demografia
Segons el cens del 2000, Concordia tenia 5.714 habitants, 2.310 habitatges, i 1.399 famílies. La densitat de població era de 652,7 habitants per km².
Dels 2.310 habitatges en un 26,7% hi vivien nens de menys de 18 anys, en un 49,3% hi vivien parelles casades, en un 8,1% dones solteres, i en un 39,4% no eren unitats familiars. En el 33,6% dels habitatges hi vivien persones soles el 16,4% de les quals corresponia a persones de 65 anys o més que vivien soles. El nombre mitjà de persones vivint en cada habitatge era de 2,24 i el nombre mitjà de persones que vivien en cada família era de 2,88.
Per edats la població es repartia de la següent manera: un 21,3% tenia menys de 18 anys, un 13,5% entre 18 i 24, un 21,9% entre 25 i 44, un 19,9% de 45 a 60 i un 23,4% 65 anys o més.
L'edat mediana era de 40 anys. Per cada 100 dones de 18 o més anys hi havia 79 homes.
La renda mediana per habitatge era de 31.398$ i la renda mediana per família de 40.389$. Els homes tenien una renda mediana de 27.764$ mentre que les dones 20.885$. La renda per capita de la població era de 17.019$. Entorn del 7,1% de les famílies i el 12,9% de la població estaven per davall del llindar de pobresa.

## Poblacions més properes
El següent diagrama mostra les poblacions més properes.